# Świerk Olbrzym
Świerk Olbrzym – świerk pospolity o rozmiarach pomnikowych rosnący w Białowieskim Parku Narodowym, olbrzym świerkowy, w obecnej chwili najpotężniejszy świerk Puszczy Białowieskiej.
Obecny obwód pnia na wysokości 130 cm od postawy wynosi 484 cm (według pomiarów z 2008 roku), obecna wysokość drzewa wynosi 44,2 metra (według pomiarów z 2008). Podstawa pnia jest mocno rozbudowana i ma 6 metrów obwodu.
Drzewo wykiełkowało w XVIII wieku. Przeżyło gradację kornika z początku XXI wieku.
U nasady pnia znajduje się dziupla. Świerk został znaleziony przez Tomasza Niechodę w 2008 roku, we wcześniejszych inwentaryzacjach nie był uwzględniany.
Żywotność świerka jest dobra, korona pokryta gęstym igliwiem.